# Aspacures III
Aspacures III (em latim: Aspacures; em georgiano: ვარაზ-ბაკურ; romaniz.: Varaz-Bakur) foi um príncipe da dinastia cosroida que tornar-se-ia rei (mefe) do Reino da Ibéria de 380 a 394. Era filho de seu antecessor Mitrídates III.

## Nome
Aspacures é a forma latina registrada por Amiano Marcelino (XXVII.12.16) do georgiano Varaz-Bacur (ვარაზ-ბაკურ, Varaz-Bakur). Varaz derivou do persa médio e parta Varaz (Warāz), que por sua vez derivou do avéstico Varaza (Warāza, "javali selvagem"). Foi registrado em latim como Varazes, em armênio como Varaz (Վարազ), em grego como Barazes (Βαράζης, Barázēs), Uarazes (Ουαράζης, Ouarázēs) e Guraz (Γουραζ, Gouraz). Por sua vez, Bacur derivou do iraniano médio Pacur (Pakur), que derivou do iraniano antigo Baguepur (bag-puhr), "filho de um deus". Foi citado em latim e grego como Pácoro (Pacorus; Πάκορος, Πακώρος, Παχορος, Pákoros, Pakṓros, Pachoros), Pacores (Πακορης, Pakorēs), Pácuro (Πάκουρος, Pákouros), Pacúrio (Pacurius; Πακούριος, Pakoúrios) ou Bacúrio (Bacurius; Βακούριος, Bakoúrios), em armênio como Bacur (Բակուր, Bakur), em siríaco como Pacor (ܦܩܘܪ, Paqor), em gandari como Pacura (𐨤𐨐𐨂𐨪) e em aramaico como Pacur (𐡐𐡊𐡅𐡓𐡉, pkwry).

## Vida
Aspacures era filho e sucessor de Mitrídates III. De acordo com as crônicas georgianas, durante seu reinado, os iranianos teriam penetrado fundo na Armênia e tornaram o Reino da Ibéria seu tributário. Segundo Cyril Toumanoff, essa menção faz referência à Paz de Acilisena de 387, assinada pelo Império Romano e o Império Sassânida, na qual o primeiro admitiu a perda de sua influência sobre a Ibéria e de uma porção maior da Armênia. As crônicas também mencionam a construção da Igreja de Tsilcani e declaram Aspacures como "não religioso" (urcmuno), o que pode tanto aludir a uma possível política pró-iraniana que o rei decidir seguir ou a seus dois casamentos simultâneos, indo contra os princípios da Igreja: Aspacures casou-se com a filha de seu parente e sucessor Tiridates (r. 394–406) e com a neta de Perozes, o primeiro vitaxa mirrânida de Gogarena. Teve dois filhos, os futuros Farasmanes IV (r. 406–409) e Mitrídates IV (r. 409–411).